# 夏奇峯
夏 奇峯（か きほう）は中華民国の政治家・外交官・ジャーナリスト。旧名は雲。北京政府、国民政府で外交事務に携わる。後に、中華民国維新政府、南京国民政府（汪兆銘政権）の要人となった。

## 事績

### 民国初期の活動
1911年（宣統3年）、蘇州の江蘇高等学堂に入学する。1914年（民国3年）、卒業した。1916年（民国5年）、勤工倹学に参加してフランスに留学し、1919年（民国8年）までフランスで通訳業に従事している。
帰国後の1919年に「イースタン・タイムス」で労働・外交問題の編輯主任となり、また、帰国労働者のための組織の指導者ともなっている。1921年（民国10年）、欧州に再び向かい、パリやスイスで「イースタン・タイムス」の通信員（特派員）をつとめた。また、1923年（民国12年）から1928年（民国17年）まで、国際連盟中国代表団の非公式宣伝員も担った。1923年、ジュネーヴの国際連盟事務局事務員となっている。
1928年に帰国し、上海で『革命日報』の記者となった。翌1929年（民国18年）6月、国際労働機関（ILO）総会に使用者側顧問（任命は4月22日）として出席している。1932年（民国21年）から1934年（民国23年）まで、国民政府外交部条約委員会委員をつとめている。

### 親日政権での活動

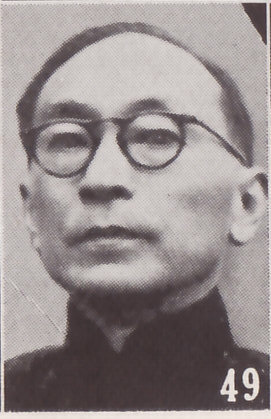
夏奇峯 (1940年前後)

1938年（民国27年）3月、夏奇峯は中華民国維新政府に参加し、内政部次長に任じられた。同年9月、維新政府と中華民国臨時政府が北平で中華民国政府聯合委員会を組織すると、夏は事務部次長となった。翌年8月、維新政府外交部長に任ぜられている。
1940年（民国29年）3月、汪兆銘（汪精衛）が南京国民政府を樹立すると、夏奇峯は監察院審計部部長となった。同年12月、（汪派）中国国民党中央執行委員に選出されている。1943年（民国32年）4月、フランス専管租界接収委員を、1945年（民国34年）1月、各国在華治外法権撤廃委員会委員を、それぞれ兼任した。
日本敗北後、夏奇峯は上海で漢奸として逮捕された。10月、蘇州高等法院で無期懲役を言い渡され、上海で収監されている。中華人民共和国成立後もそのまま収監され続け、1961年9月12日、獄死した。享年73。

## 著作
- 『歐洲合眾國』大東書局（上海）、1931年（民国20年）（リヒャルト・クーデンホーフ＝カレルギーPan-europaの中国語訳。李実と共訳）
- 『國際聯盟之經驗』（英文）

## 注
1. ↑  東亜問題調査会編(1941)、32頁とWho's Who in China 5th ed., 1936, p.84による。徐主編(2007)、1137頁は1887年（光緒13年）、『上海監獄志』は1888年としている。
2. ↑  『上海監獄志』による。徐主編(2007)、1137頁は同年9月11日としている。
3. 1 2 3  東亜問題調査会編(1941)、32頁。
4. 1 2  Who's Who in China 5th ed., p.84.
5. 1 2 3 4 5  徐主編(2007)、1137頁。
6. ↑  東亜問題調査会編(1941)、32頁とWho's Who in China 5th ed., p.84.による。徐主編(2007)、1137頁は、『上海時報』で記者・特派員になったとする。
7. ↑  徐主編(2007)、1137頁による。東亜問題調査会編(1941)、32頁は「国際連盟情報部員」とする。
8. ↑  中華民国政府官職資料庫「姓名：夏奇峯」
9. ↑  この時、使用者側代表をつとめた陳光甫と共に出席している。
10. ↑  徐同上による。東亜問題調査会同上によれば、「事務部長」とする。
11. ↑  『上海監獄志』。